# Athyrium setuligerum
Athyrium setuligerum är en majbräkenväxtart som beskrevs av Kurata. Athyrium setuligerum ingår i släktet Athyrium och familjen Athyriaceae. Inga underarter finns listade.